# Tomás Paez Alarcon
Tomás Paez Alarcon (n. 14 decembrie 2000) este un handbalist ce a reprezentat Argentina. A participat la competiții asociate Jocurilor Olimpice în care a câștigat o medalie de bronz.

## Participări
Lista de mai jos prezintă principalele competiții la care a participat Tomás Paez Alarcon de-a lungul carierei.
- Anexo:Balonmano playa en los Juegos Olímpicos de la Juventud de Buenos Aires 2018[*]